# KV64
KV64 es la tumba de una princesa desconocida de la Dinastía XVIII, cuya momia se encontraba destrozada y tirada en un rincón. La tumba se localiza en el Valle de los Reyes, junto a Luxor, Egipto, muy cerca de la tumba de Merneptah. Durante la Dinastía XXII, fue reutilizada para el entierro de una sacerdotisa llamada Nehmes Bastet, quien ocupó el cargo de "cantora" en el templo de Karnak. Esta tumba se descubrió en 2008 y fue excavada en 2011 por la Dra. Susanne Bickel y la Dra. Elina PaulinGrothe de la Universidad de Basilea. 

## Descripción de la tumba
La tumba consta de un pozo corto y bastante angosto de 3,5 metros de profundidad que se abre a una sola habitación que mide 4,1 metros de largo por 2,35 metros de ancho. La cámara tiene una altura aproximada de 2 metros y aunque en el momento del descubrimiento la entrada estaba bloqueada con piedras apiladas, no estaban selladas. Además, en la base de la puerta se encontró un cuenco de la Dinastía XVIII que contenía barro del Nilo utilizado para enyesar el bloqueo original.

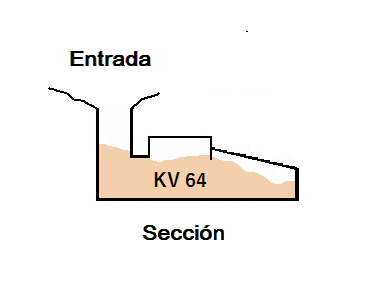
Plano tumba KV64

## Contenido

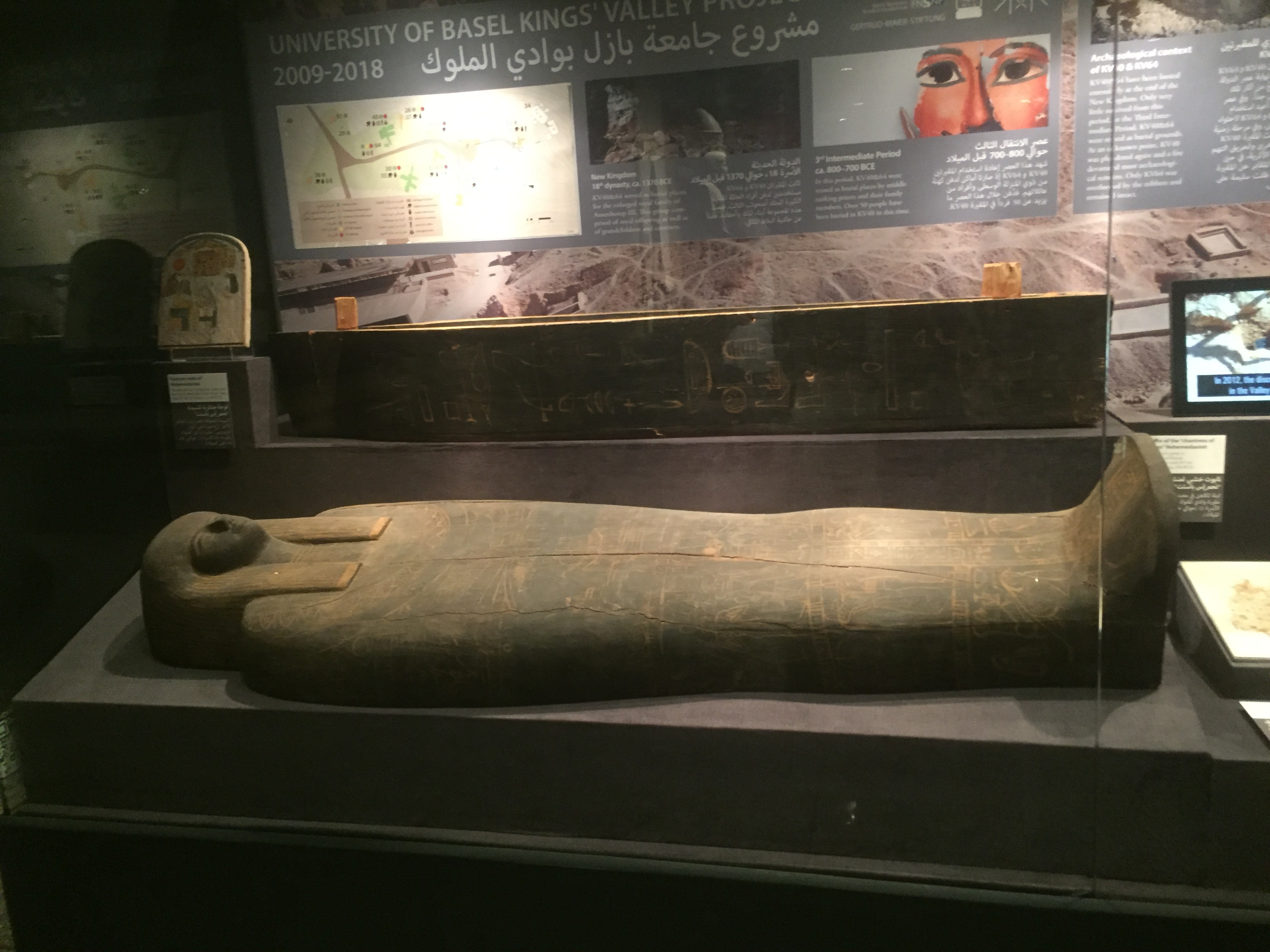
Ataúd y estela de Nehmes Bastet exhibidos en el Museo de Luxor.

Aunque la cámara estaba llena de escombros, (con aproximadamente 1 metro de profundidad), al fondo de la tumba se encontró sobre ellos un sarcófago intacto de una sacerdotisa cantora llamada Nehmes Bastet de la Dinastía XXII.   
A su lado se encontró su estela funeraria de madera pintada, apoyada contra la pared, al pie del ataúd. Además, dentro de los escombros se encontraban los restos de un entierro anterior, concretamente de la Dinastía XVIII, representado por fragmentos de vasos canopos y sus dos tapones, fragmentos de ataúdes y cartonaje, vidrio, cuero, partes de muebles y la momia rota y desvendada que probablemente era la dueña original.   
También se encontró una etiqueta de madera parcial con el nombre de la princesa Satiah, por lo que no se sabe si la etiqueta pertenece a la mujer original para quien se creó la tumba.  
Además se halló un ostracón ramésida y fragmentos de muebles que nombran a Amenhotep III, lo que sugiere que son producto de un antiguo robo, ya que la tumba había estado abierta durante algún tiempo antes del entierro de Nehmes-Bastet, como lo indica la presencia de varios nidos de avispas y los escombros traídos por las inundaciones de las lluvias que llenaron parcialmente la tumba.

## Ocupantes

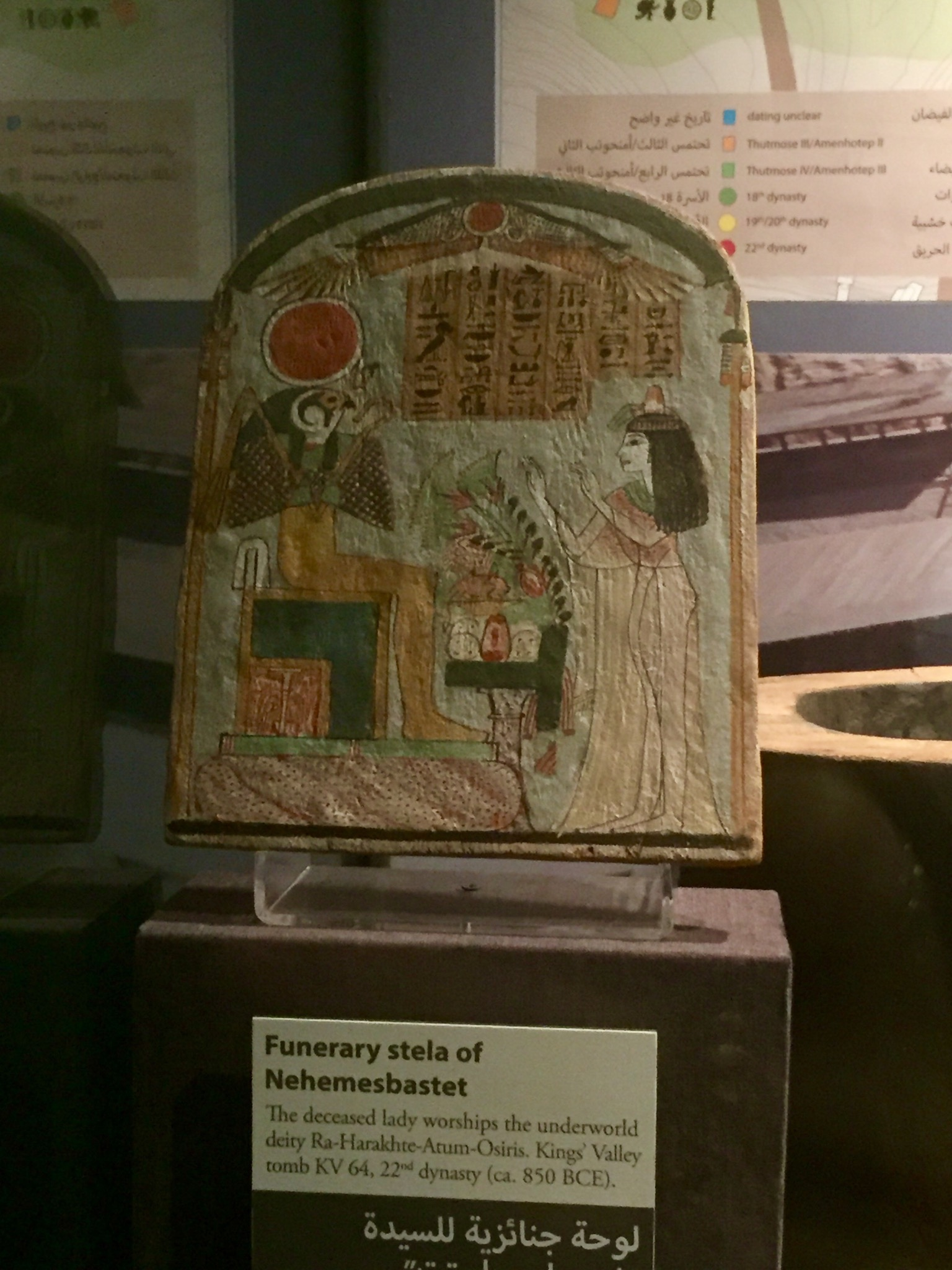
Estela de Nehmes-Bastet.

### Momia de la XVIII Dinastía
Poco se sabe de la momia desmembrada de la Dinastía XVIII encontrada en la tumba, aunque el análisis de rayos X reveló que el cuerpo pertenecía a una mujer de mediana edad. Si los muebles fragmentados que nombran a Amenhotep III y la etiqueta que nombra a una princesa son originales de este entierro y no fueron arrastrados durante las riadas posteriores, entonces la propietaria original puede identificarse como una princesa del reinado de Amenhotep III. Además, el estilo de las dos cabezas de los vasos canopos también se ajusta a esta datación.

### Nehmes Bastet
Al ingresar a la tumba en 2011, los excavadores descubrieron un ataúd de madera y una estela colocada cerca de la pared que miraba hacia la cabeza del ataúd. La momia del ataúd pertenece a una sacerdotisa, la "Cantante de Amón ", Nehmes-Bastet. Era hija de Nakhtef-Mut, un sacerdote de Amón que ocupó el cargo de "Abridor de las Puertas del Cielo" en Karnak, el más importante templo del Antiguo Egipto durante esa dinastía. La estela de madera muestra a Nehmes Bastet adorando a una deidad funeraria compuesta con atributos tanto del dios del sol Ra Harajtis como del dios Osiris.